# Julián Speroni
Pour les articles homonymes, voir Speroni.
Julián Speroni, de son nom complet Julián Maria Speroni (né le 18 mai 1979 à Buenos Aires, Argentine), est un footballeur argentin évoluant au poste de gardien de but pour le club anglais de Crystal Palace.

## Biographie
Ayant commencé le football professionnel dans le club de Platense, il part très tôt vers l'Europe et le club écossais de Dundee FC où il devient vite un titulaire et avec lequel il goûte à la Coupe d'Europe. 
Transféré dans le club anglais de Crystal Palace en 2004 (alors en Premier League), il ne s'impose pas en tant que titulaire malgré la descente du club en Championship la saison suivante. Il faut attendre la saison 2007-2008 pour le voir s'imposer en tant que titulaire à son poste. Depuis, il est un des meilleurs joueurs de son équipe. 

## Palmarès
Sous les couleurs du Dundee FC, il est finaliste de la Coupe d’Écosse en 2003. Il est également élu Joueur de l'année de Crystal Palace en 2008, 2009 et 2010.